# Ancien Abattoir de Séville
L'Ancien Matadero de Séville a été bâti en 1916. Il est de style néo-mudéjar avec ses briques et azulejos, il s'agit d'un bâtiment typique de l'architecture régionaliste sévillane. Il est actuellement utilisé aussi bien comme Conservatoire de Musique que comme Institut de Baccalauréat.
C'est ici qu'était amené le bétail, et chaque type de bétail avait un bâtiment propre préparé pour donner la mort à l'animal. 

## Histoire
Le grand Abattoir Municipal de Séville était formé de deux parties.
Le marché de bétail était formé par trois pavillons avec diverses dépendances.
En 1980 il a été décidé de réhabiliter l'ancien abattoir pour être réutilisé comme collège. Pour ce faire il a été restauré, et l'inauguration du collège a eu lieu en 1981. 
De 1983 et jusqu'à juin 1984 l'ancien Matadero a été nommé CP Matadero. À partir de cette date il s'est appelé CP Diego Ortiz de Zúñiga en mémoire de cet historien de la ville de Séville.
En 1997 les pluies, après des années de sécheresse, ont causé des inondations dans ses sous-sols, entraînant la dégradation du matadero.

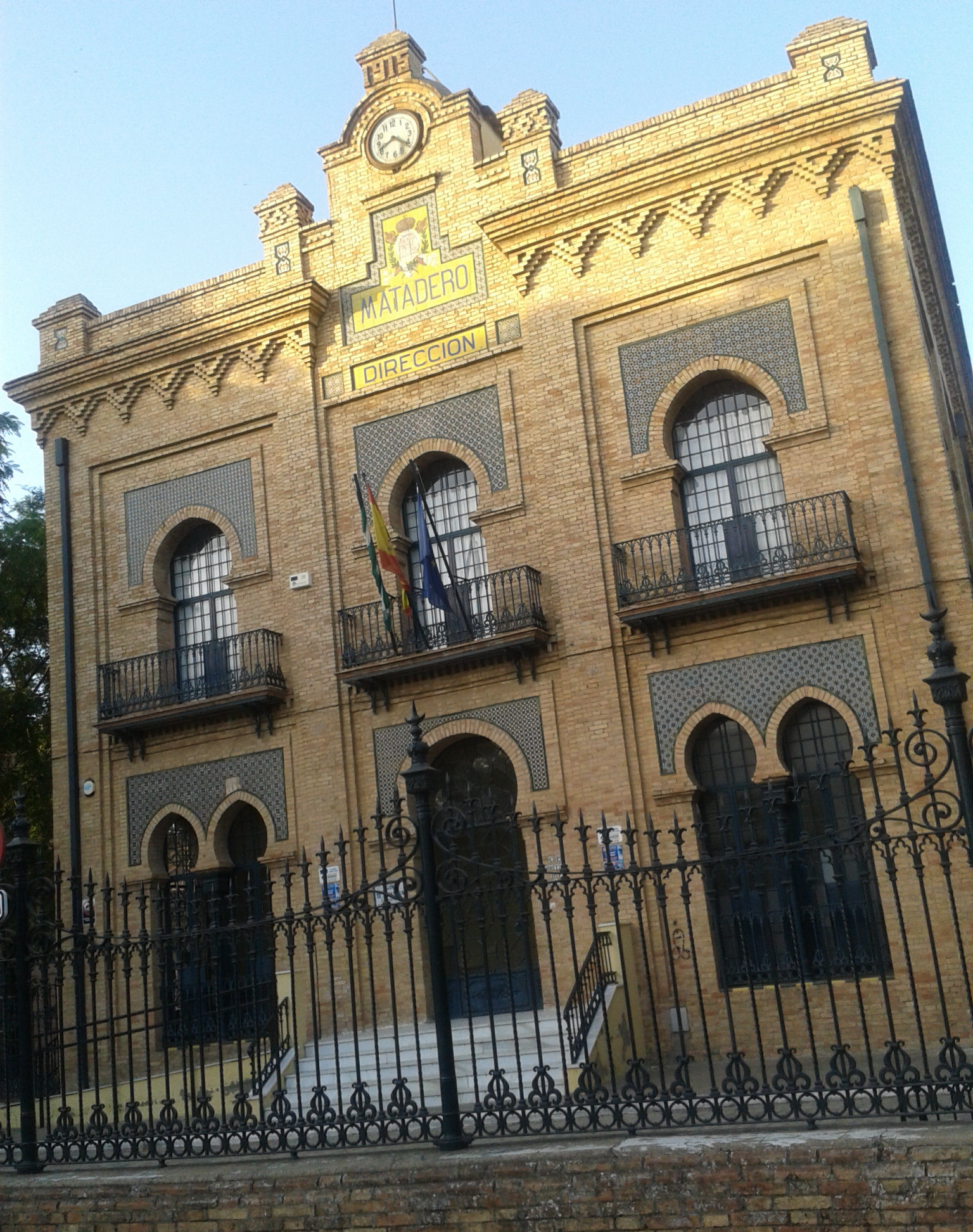
Pavillon de Direction de l'ancien Abattoir.
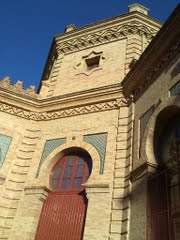
Installations de l'Ancien Matadero.

## Fonctions
- Collège Ortiz de Zúñiga
- Conservatorio Francisco Guerrero : Le Conservatoire Professionnel de Musique Francisco Guerrero a commencé à fonctionner en septembre 1988. Il doit son nom au compositeur sévillan de la Renaissance Francisco Guerrero.
- Centre d'Adultes San Juan de la Croix : il est situé du côté de l'avenue Ronda del Tamarguillo.